# Mercury-Scout 1
A Mercury-Scout 1 (MS-1) foi uma missão do Programa Mercury. O seu objetivo, era testar as estações de rastreio que deveriam monitorar os
voos do programa. 
Essa missão foi idealizada a partir de uma proposta da NASA apresentada em 5 de maio de 1961. A proposta, era de usar o foguete Blue Scout II para colocar pequenos satélites em órbita, de forma a avaliar a rede de rastreio para o Mercury, em preparação para as missões orbitais tripuladas. 
A missão Mercury-Scout 1, foi lançada em 1 de novembro de 1961, mas não obteve êxito, e o satélite não chegou a atingir a órbita pretendida.